# Capsec
Capsec (antigament, Capsech) és una entitat de població pertanyent al municipi de la Vall de Bianya (Garrotxa). Era l'antic cap del municipi de Capsec, però durant la segona dècada del segle xx va ser traslladat a l'Hostalnou de Bianya i el municipi es reanomenà la Vall de Bianya. Té 93 habitants segons el cens de 2008.

## Etimologia[1]
El 1107, Capsec és documentat amb el nom de Cubilistico, en l'acta de consagració de l'església de Sant Andreu de Socarrats. Antigament s'anomenava Cuïlsec que es va convertir segurament en Culsec, i finalment, en Capsec, un últim canvi en què segurament hi va influir la proximitat de la collada del Capsacosta.

## Església de Sant Martí de Capsec
És del segle xii i va ser restaurada durant l'última dècada del segle xx. La planta és d'una sola nau, amb una volta de canó lleugerament apuntada. A la capçalera hi ha un absis semicircular, amb una finestra central. També hi ha una petita àbsida que es creu que correspon a una església anterior a l'actual. Al costat oposat hi ha la sagristia, i la porta d'entrada és al sud. Els terratrèmols que, el segle xv, van afectar la Garrotxa, van causar danys a l'edifici, que es va haver de refer de nou.